# Shanghaied Lovers
Shanghaied Lovers è un cortometraggio statunitense del 1924, diretto da Roy Del Ruth, con Harry Langdon.

## Trama
Una coppia si è appena sposata, ma arriva in ritardo alla partenza della nave per il viaggio di nozze, mentre un capitano senza scrupoli adesca il marito e lo arruola forzatamente sulla propria imbarcazione.
Anche la moglie, all'insaputa di tutti, e travestita da uomo, si imbarca, per stare col marito, che inizialmente non la riconosce, e, anzi, cerca di tenersi alla lontana da quello che gli pare un marinaio che gli fa delle avances non gradite.
Quando si rivela l'identità femminile della moglie il capitano la rapisce portandola nella propria cabina, e si sviluppa una serie di avvenimenti che portano la nave, sotto la maldestra guida del marito, ad un naufragio.
Sul relitto alla deriva marito e moglie possono finalmente godere della crociera nuziale.